# João Pedro Pais
João Pedro Pais (Lissabon, 20 september 1971) is een Portugees singer-songwriter.
Hij werd bekend nadat hij meedeed aan het programma 'Chuva de Estrelas' en de tweede plaats behaalde met het lied "Ao Passar Um Navio".
In 1997 bracht hij het album Segredos uit en in 1999 verscheen zijn tweede album Outra Vez. Dit album werd platina. Twee jaar later bracht hij het album Falar Por Sinais uit, wat goed was voor 70.000 stuks.